# Kirei-Muksut
Kirei-Muksut (en rus: Кирей-Муксут) és un poble de l'óblast d'Irkutsk, a Rússia, que en el cens del 2010 tenia 40 habitants.